# Ломовцев, Лев Алексеевич
Ломовцев Лев Алексеевич (род. 17 августа 1937, Саратовская область) — советский горный инженер-технолог. Кандидат технических наук. Лауреат Государственной премии УССР в области науки и техники (1987).

## Биография
Родился 17 августа 1937 года на территории Саратовской области. Русский.
В 1960 году окончил Московский горный институт. В 1960—1980 годах — научный сотрудник, заведующий лабораторией, начальник отдела института «Уралмеханобр». Участвовал в пуске Качканарского и Соколовско-Сарбайского горно-обогатительных комбинатов. Член КПСС с 1979 года.
В 1980—1997 годах — заместитель директора института «Механобрчермет» (Кривой Рог).

## Семья
Ломовцева (дев. Ананьина) Светлана Борисовна (родилась 10 декабря 1940 года) - жена. Родилась на территории Свердловской области.

## Научная деятельность
Специалист в области горного дела. Автор 80 работ, 60 изобретений, 12 патентов.

### Научные труды
- Магнитное обогащение сильномагнитных руд / Л. А. Ломовцев, Н. А. Нестерова, Л. А. Дробченко. — М.: Недра, 1979. — 235 с.
- Качество минерального сырья / А. А. Азарян, В. А. Колосов, Л. А. Ломовцев, А. Д. Учитель; ред. В. Ф. Бызов. — Кривой Рог: Минерал, 2001. — 201 с. — ISBN 966-7103-91-9.

## Награды
- Государственная премия УССР в области науки и техники (8 декабря 1987) — за разработку принципов легирования магнитотвёрдых ферритов, создание на их основе качественно новых бескобальтовых оксидных магнитов, организацию их массового автоматизированного производства и внедрение в народное хозяйство[2].